# Taku
Taku (jap. 多久市 Taku-shi) – miasto w Japonii, na wyspie Kiusiu, w prefekturze Saga.
Miasto powstało 1 maja 1954 roku przez połączenie miasteczka Kitataku oraz wiosek Minamitaku, Higashitaku, Nishitaku i Taku.

## Populacja
Zmiany w populacji Taku w latach 1970–2015:
| Rok  | Populacja |
| ---- | --------- |
| 1970 | 26 785    |
| 1975 | 25 535    |
| 1980 | 25 636    |
| 1985 | 25 831    |
| 1990 | 25 162    |
| 1995 | 24 507    |
| 2000 | 23 949    |
| 2005 | 22 739    |
| 2010 | 21 412    |
| 2015 | 19 742    |

## Znani ludzie
- Machiko Hasegawa